# 朱仁線
朱仁線（チュインせん 韓国語:주인선）は、大韓民国仁川広域市の朱安駅と仁川駅を結んでいた韓国鉄道庁の鉄道路線（貨物線）である。1997年6月1日に廃止された。

## 路線データ
- 路線距離:3.8km
- 軌間:1,435mm（標準軌）
- 駅数:2駅
- 地上区間:全線

## 歴史
- 1957年9月26日：着工[1]
- 1959年2月20日：竣工[2]
- 1959年3月1日：開通[1][3]
- 1959年7月1日：列車運行開始[4]
- 1985年11月15日：列車運行中止
- 1997年6月1日：廃止

## 駅一覧
- 駅所在地は全線仁川広域市内。
- 駅名表記、事業者名は現行のものである。

| 駅名   | 駅名     | 駅名    | 駅間キロ (km) | 累計キロ (km) | 駅 等級 | 駅種別     | 接続路線                     | 所在地 |
| 日本語 | ハングル | 英語    | 駅間キロ (km) | 累計キロ (km) | 駅 等級 | 駅種別     | 接続路線                     | 所在地 |
| ------ | -------- | ------- | ------------- | ------------- | ------- | ---------- | ---------------------------- | ------ |
| 朱安駅 | 주안역   | Juan    | 0.0           | 0.0           | 3級     | 簡易配置駅 | 韓国鉄道公社：京仁線         | 南区   |
| 仁川駅 | 인천역   | Incheon | 3.8           | 3.8           | 3級     | 普通駅     | 韓国鉄道公社：京仁線・水仁線 | 中区   |